# Кршно
Село Кршно се налази у општини Трговиште у Бугарској. Према подацима од 21.07.2005. године има 232 становника.